# Майданецьке поселення
Майданецьке поселення — протомісто трипільської культури, яке існувало в пер. пол. IV тис. до н. е. Науковий журнал «Pour la science» назвав Майданецьке поселення, першим груповим поселенням в історії людства.
Розташоване на північній околиці села Майданецьке Тальнівського району Черкаської області України. 

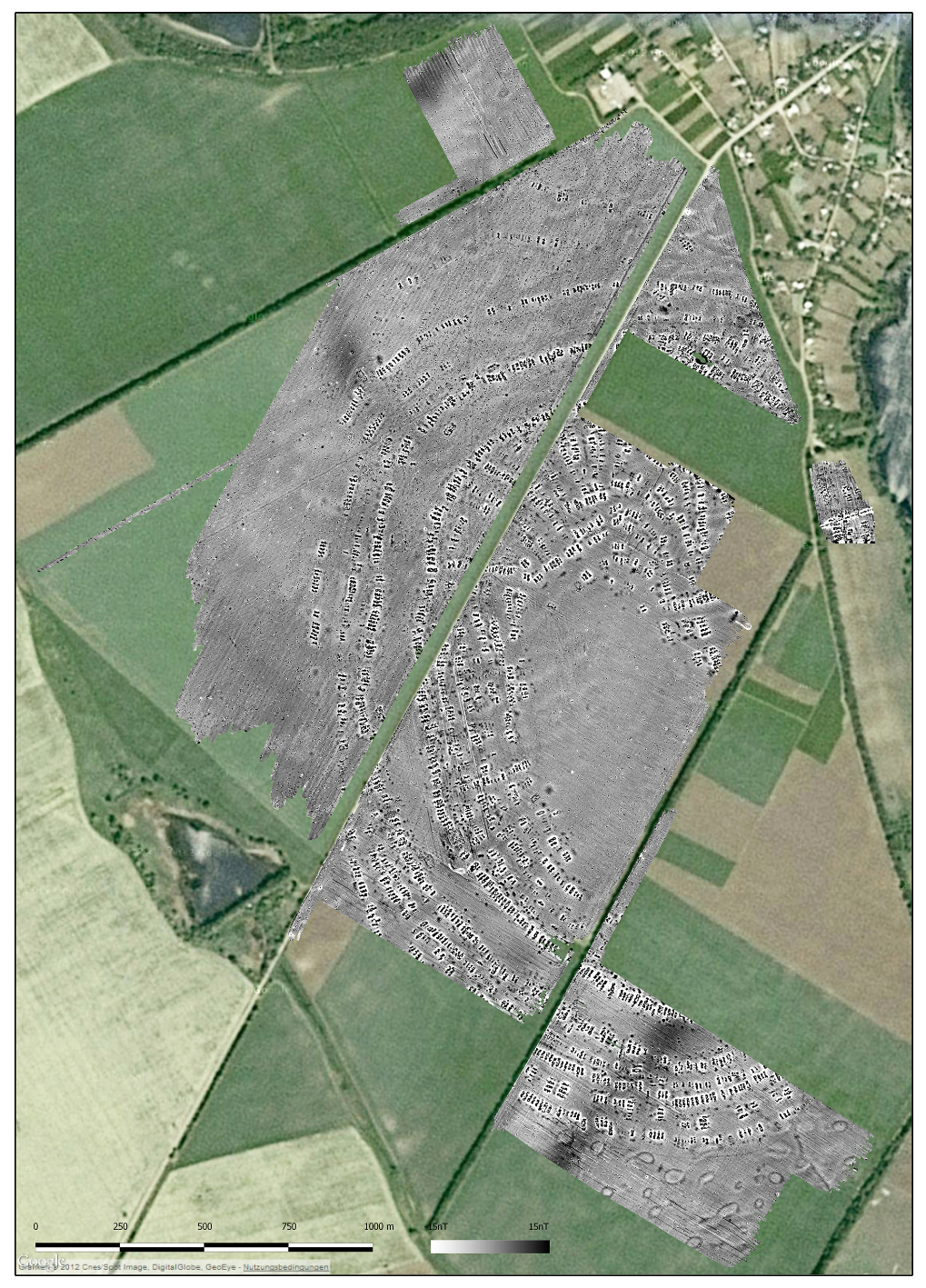
Maidanetske ground plan

## Загальна характеристика
Поселення має загальну площу близько 200 га. Магнітна зйомка, проведена в 1971-74 рр. на площі 180 га під керівництвом В. П. Дудкіна показала, що в поселенні було не менше ніж 1 575 будинків, які були розміщені у чотирьох еліптичних структурах. Загальна кількість жител, враховуючи 20 га не охоплених дослідженнями, могла становити до 2000, а за останніми даними (магнітна зйомка 2011—2016 рр.) — до 2900. У поселенні, ймовірно, проживало до 6-10 тисяч мешканців, що робить його одним з найбільших енеолітичних поселень Європи того часу.
Основне заняття мешканців поселення — сільське господарство, ремесло (виробництво кераміки, металообробка, ткацтво).

## Дослідження
У 1927 році дослідження на цьому місці проводив В. Безвенглинський, співробітник Уманського краєзнавчого музею, за дорученням та фінансуванням Трипільської комісії. Матеріали розкопок не збереглися.
З 1971 по 1991 р. на поселенні працювала археологічна експедиція Інституту археології АН УРСР. У 1971-74 рр. В. П. Дудкін. провів магнітну зйомку і склав план поселення. Військовий топограф К. В. Шишкін склав план за даними аерофотозйомки.
1971—1991 рр. розкопки проводили М. М. Шмаглій, К. В. Зіньківський, С. М. Рижов, М. Ю. Відейко, Н. Б. Бурдо та ін.)
Під керівництвом М. М. Шмаглія 1971—1991 рр. досліджено рештки 34 споруд — житлових та господарчих, в тому числі двоповерхових.
Дослідження на цьому поселенні відновлено 2011 року. Спільна українсько-німецька експедиція (організатори — Римсько-Германська комісія Германського археологічного інституту, представник — К. Рассманн, університету м. Кіль, прейставники Й. Мюллєр та Р. Хофман, Інститут археології НАН України, Київський університет імені Бориса Грінченка, представник М. Ю. Відейко) розпочала зйомку геомагнітного плану поселення та нові розкопки. Результати досліджень загалом підтвердили план В. П. Дудкіна. Разом із тим виявилося, що кількість будівель більша. Якщо раніше вважалося, що їх 1575, то за останніми підрахунками їх може бути до 2900. Виявлено сліди палісаду навколо поселення, невідомі раніше ряди будівель поза межами основної забудови, а також сліди спалених споруд площею 300—500 м², імовірно громадського призначення.
2013 року відновлено археологічні розкопки. Спільно з університетом з міста Кіль (Німеччина) експедицією Інституту археології НАН України за результатами геомагнітної зйомки досліджено залишки двоповерхового житла і дві ями на околиці поселення в урочищі Широкий Берег. 2014 року спільна українсько-німецька експедиція дослідила залишки двоповерхового житла та багатоканальний гончарний горн. Виявилося, що горн двічі перебудовували. Він був призначений для випалу мальованого посуду. Поруч знайдено ями з відходами виробництва та кількох поточних ремонтів або перебудов. Аналогічні горни розкопано на трипільських поселеннях Тальянки, Доброводи та Небелівка. 2016 року спільна експедиція, у якій з української сторони брали участь співробітники НДЛ археології Київського університету імені Бориса Грінченка, досліджено сліди укріплень — один з ровів під палісад, засипаний через розширення території поселення. Того ж сезону розкопано залишки громадської споруди розмірами близько 10×20 м, розташованої між внутрішнім та наступним рядом жител. Встановлено, що поселення існувало не 50-70, як вважали раніше, а близько 150—200 років (між 3800-3600 рр. до н. е.), за цей час принаймні двічі було перебудовано, що стосується і укріплень.
На території поселення досліджено два кургани бронзової доби, виявлено поховання ямної культури, датовані першою половиною III тисячоліття до н. е. Збереглися насипи ще 5 курганів.
Набутком багаторічних польових досліджень став величезний за обсягом матеріал про планування поселення, конструкцію жител, колекцію речей, що налічує понад триста екземплярів антропоморфних та зооморфних статуеток, тисячі зразків художнього розписного посуду, предметів побуту тощо. У Майданецькому знайдені глиняні жетони-вироби геометричної форми, аналогічні до тих, що мали поширення в Месопотамії в 6-4 тис. до н. е.

## Охорона
Поселення включено разом з поселенням Тальянки та Доброводи до складу обласного заповідника «Трипільська культура».

## Експозиція знахідок
Знахідки з розкопок у Майданецькому експонуються у Національному музеї історії України, Обласному краєзнавчому музеї міста Черкаси, Уманському краєзнавчому музеї, музеї села Майданецьке, музеї заповідника «Трипільська культура» у с. Легедзиному, КЗ КОР Київський обласний археологічний музей у с. Трипілля та Археологічному музеї Інституту археології НАН України (Київ).